# Göteborgs hamnbana
Göteborgs hamnbana is een havenspoorlijn in Göteborg die hoofdzakelijk gebruikt worden voor goederenvervoer tussen de Bohusbanan en de industrie in Hisingen en de Skandiahamnen. Het traject heeft een lengte van 9 km.
In de westelijke Hisingen is niet alleen de haven, maar ook tal van grote bedrijven in Oljehamnen, Arendal en Volvo Torslanda.
Maar het traject voldoet niet aan de normen en de mogelijkheden voor de toekomst. Dit is de reden waarom Banverket een haalbaarheidsstudie verrichtte naar de lange termijn duurzame oplossingen voor een nieuwe hamnbana.
De prognose is dat het goederenvervoer zich binnen 10-20 jaar zal verdubbelen. Dat betekent een toenemende last op Hisingens weg-en spoorwegnet. Capaciteitsgrens zal onder de huidige omstandigheden na 2010 worden bereikt.
Nu worden de meeste container treinen met elektrische locomotieven naar de container terminal gebracht
Vóór de elektrificatie van het traject betekende dat goederen treinen over moesten schakelen op diesellocomotieven op het Sävenäs opstelsporen, die heeft ook de vervuiling in woonwijken.
- Stena Line met de veerboot Stena Scanrail naar Frederikshavn voor bloktreinen met goederen van Volvo Car Corporation te Göteborg naar Volvo te Gent

## Elektrische tractie
Het traject werd 2004 geëlektrificeerd met een spanning van 15.000 volt 16 2/3 Hz wisselstroom.

## Bron
- Historiskt om Svenska Järnvägar
- Jarnvag.net